# Diplotoxa messoria
Diplotoxa messoria är en tvåvingeart som först beskrevs av Fallen 1820.  Diplotoxa messoria ingår i släktet Diplotoxa och familjen fritflugor. Arten är reproducerande i Sverige. Inga underarter finns listade i Catalogue of Life.